# Cantó d'Anse
El cantó d'Anse (en francès canton d'Anse) és una divisió administrativa francesa del departament del Roine, situat al districte de Villefranche-sur-Saône. Té 15 municipis i el cap és Anse.

## Municipis
- Ambérieux
- Anse
- Chasselay
- Chazay-d'Azergues
- Civrieux-d'Azergues
- Dommartin
- Lachassagne
- Lentilly
- Les Chères
- Lozanne
- Lucenay
- Marcilly-d'Azergues
- Marcy
- Morancé
- Pommiers

## Consellers generals i departamentals
| Data d'elecció                           | Identitat         | Partit                         | Qualitat |
| ---------------------------------------- | ----------------- | ------------------------------ | -------- |
| 1945-1949                                | Charles Allaigre  | RI                             |          |
| 1949-1960                                | Claude Thomas     | Radical                        |          |
| 1960-1979                                | Alexis Kandelaft  | Radical, després Divers droite |          |
| 1979-1989                                | Michel Lamy       | Divers droite                  |          |
| 1989-1992                                | Georges Perrier   | Divers droite                  |          |
| 1992-1998                                | Jean-Paul Gasquet | RPR                            |          |
| 1998-2015                                | Daniel Pomeret    | Partit Radical, després NC     |          |
| les dades anteriors no són pas conegudes |                   |                                |          |

| Data d'elecció | Identitat      | Partit        | Qualitat |
| -------------- | -------------- | ------------- | -------- |
| 2015 -         | Pascale Bay    | Divers droite |          |
| 2015 -         | Daniel Pomeret | UDI           |          |